# マリーナ・モロズ
マリーナ・モロズ（ウクライナ語: Марина Мороз, ラテン文字転写: Maryna Moroz、1991年9月8日 - ）は、ウクライナの女性総合格闘家。ドニプロペトロウシク州ヴィリノヒールシク出身。YKプロモーション/アメリカン・トップチーム所属。ウクライナの女子ボクシングオリンピック代表チームのコーチを務めている。

## 来歴
幼少期からボクシングをはじめるも、ウクライナでは女子のプロボクシングがほとんど行われていないため、2013年に総合格闘技に転向した。
2013年11月23日、総合格闘技デビュー。

### UFC
2015年4月11日、UFC初参戦となったUFC Fight Night: Gonzaga vs. Cro Cop 2で女子ストロー級6位のジョアン・ウッドと対戦し腕ひしぎ十字固めで一本勝ち。パフォーマンス・オブ・ザ・ナイトを受賞した。
2017年6月25日、UFC Fight Night: Chiesa vs. Leeで女子ストロー級ランキング8位のカーラ・エスパルザと対戦し、判定負け。
2020年3月14日、UFC Fight Night: Lee vs. Oliveiraでマイラ・ブエノ・シウバと対戦し、判定勝ち。ファイト・オブ・ザ・ナイトを受賞した。
2022年3月5日、UFC 272でマリヤ・アガポバと対戦し、肩固めで2R一本勝ち。パフォーマンス・オブ・ザ・ナイトを受賞した。
2022年11月19日、UFC Fight Night: Nzechukwu vs. Cuțelabaで女子フライ級ランキング8位のジェニファー・マイアと対戦し、判定負け。

## 戦績

### 総合格闘技
| 総合格闘技 戦績 | 総合格闘技 戦績 | 総合格闘技 戦績 | 総合格闘技 戦績 | 総合格闘技 戦績 | 総合格闘技 戦績 | 総合格闘技 戦績 |
| --------------- | --------------- | --------------- | --------------- | --------------- | --------------- | --------------- |
| 17 試合         | (T)KO           | 一本            | 判定            | その他          | 引き分け        | 無効試合        |
| 11 勝           | 1               | 6               | 4               | 0               | 0               | 0               |
| 6 敗            | 0               | 1               | 5               | 0               | 0               | 0               |

| 勝敗 | 対戦相手                   | 試合結果                        | 大会名                                   | 開催年月日     |
| ×    | ジョアン・ウッド           | 5分3R終了 判定1-2               | UFC 299: O'Malley vs. Vera 2             | 2024年3月9日   |
| ×    | カリーニ・シウバ           | 1R 4:59 ギロチンチョーク        | UFC 292: Sterling vs. O'Malley           | 2023年8月19日  |
| ×    | ジェニファー・マイア       | 5分3R終了 判定0-3               | UFC Fight Night: Nzechukwu vs. Cuțelaba  | 2022年11月19日 |
| ○    | マリヤ・アガポバ           | 2R 3:27 肩固め                  | UFC 272: Covington vs. Masvidal          | 2022年3月5日   |
| ○    | マイラ・ブエノ・シウバ     | 5分3R終了 判定3-0               | UFC Fight Night: Lee vs. Oliveira        | 2020年3月14日  |
| ○    | サビーナ・マゾ             | 5分3R終了 判定3-0               | UFC on ESPN 2: Barboza vs. Gaethje       | 2019年3月30日  |
| ×    | アンジェラ・ヒル           | 5分3R終了 判定0-3               | UFC on FOX 28: Emmett vs. Stephens       | 2018年2月24日  |
| ×    | カーラ・エスパルザ         | 5分3R終了 判定0-3               | UFC Fight Night: Chiesa vs. Lee          | 2017年6月25日  |
| ○    | ダニエル・テイラー         | 5分3R終了 判定2-1               | UFC Fight Night: Rodriguez vs. Caceres   | 2016年8月6日   |
| ○    | クリスティーナ・スタンシウ | 5分3R終了 判定3-0               | UFC Fight Night: Rothwell vs. dos Santos | 2016年4月10日  |
| ×    | ヴァレリー・レターノー     | 5分3R終了 判定0-3               | UFC Fight Night: Holloway vs. Oliveira   | 2015年8月23日  |
| ○    | ジョアン・コールダウッド   | 1R 1:30 腕ひしぎ十字固め        | UFC Fight Night: Gonzaga vs. Cro Cop 2   | 2015年4月11日  |
| ○    | カリーニ・シウバ           | 1R 3:27 腕ひしぎ十字固め        | XFC International 7                      | 2014年11月1日  |
| ○    | Ilona Avdeeva              | 1R 1:15 TKO（ドクターストップ） | IMAT: Moroz vs. Avdeeva                  | 2014年9月7日   |
| ○    | ジン・タン                 | 1R 3:50 ストレートアームバー    | Kunlun Fight 8: World Tour               | 2014年8月24日  |
| ○    | Feier Huang                | 1R 2:52 腕ひしぎ十字固め        | Kunlun Fight 5: World Tour               | 2014年6月1日   |
| ○    | ヤナ・クジオマ             | 2R 1:12 腕ひしぎ十字固め        | Oplot Challenge 89                       | 2013年11月23日 |

## 表彰
- UFC ファイト・オブ・ザ・ナイト（1回）
- UFC パフォーマンス・オブ・ザ・ナイト（1回）